# 287-я истребительная авиационная дивизия
287-я истреби́тельная авиацио́нная диви́зия (287-я иад) — соединение Военно-Воздушных сил (ВВС) Вооружённых Сил РККА, принимавшее участие в боевых действиях Великой Отечественной войны.

## Наименования дивизии
- 287-я истребительная авиационная дивизия

## Создание дивизии
287-я истребительная авиационная дивизия начала своё формирование на Брянском фронте в составе 1-й истребительной авиационной армии и окончательно сформирована к 6 июля 1942 года на основании Приказа НКО СССР.

## Переформирование дивизии
287-я истребительная авиационная дивизия 24 июля 1943 года была обращена на формирование 11-го смешанного авиационного корпуса по решению Государственного комитета обороны

## В действующей армии
В составе действующей армии:
- с 6 июля 1942 года по 31 июля 1942 года,
- с 4 сентября 1942 года по 28 мая 1943 года,
- с 9 июля 1943 года по 27 июля 1943 года.

## Командир дивизии
| Звание                           | Имя                     | Период                  | Примечание |
| -------------------------------- | ----------------------- | ----------------------- | ---------- |
| Полковник, Генерал-майор авиации | Данилов Степан Павлович | 12.07.1942 — 24.07.1943 |            |

## В составе объединений
| Дата          | Фронт (округ)                               | Армия                                | Корпус                            | Примечания |
| ------------- | ------------------------------------------- | ------------------------------------ | --------------------------------- | ---------- |
| 01.07.1942 г. | Брянский фронт                              | 1-я истребительная авиационная армия | -                                 | -          |
| 06.07.1942 г. | Юго-Западный фронт                          | 8-я воздушная армия                  | -                                 | -          |
| 12.07.1942 г. | Сталинградский фронт                        | 8-я воздушная армия                  | -                                 | -          |
| 31.07.1942 г. | Резерв Ставки Верховного Главнокомандования | 1-я истребительная авиационная армия | -                                 | -          |
| 04.09.1942 г. | Сталинградский фронт                        | 8-я воздушная армия                  | -                                 | -          |
| 13.09.1942 г. | Юго-Восточный фронт                         | 8-я воздушная армия                  | -                                 | -          |
| 30.09.1942 г. | Сталинградский фронт                        | 8-я воздушная армия                  | -                                 | -          |
| 31.12.1942 г. | Южный фронт                                 | 8-я воздушная армия                  | -                                 | -          |
| 01.04.1943 г. | Северо-Кавказский фронт                     | 4-я воздушная армия                  | 10-й смешанный авиационный корпус | -          |
| 28.05.1943 г. | Резерв Ставки Верховного Главнокомандования | -                                    | -                                 | -          |
| 01.06.1943 г. | Степной военный округ                       | 5-я воздушная армия                  | 7-й смешанный авиационный корпус  | -          |
| 09.07.1943 г. | Степной фронт                               | 5-я воздушная армия                  | 7-й смешанный авиационный корпус  | -          |
| 27.07.1943 г. | Степной фронт                               | 5-я воздушная армия                  | 7-й смешанный авиационный корпус  | -          |

## Части и отдельные подразделения дивизии
За весь период своего существования боевой состав дивизии претерпевал изменения, в различное время в её состав входили полки:
| Период                        | Части                                 | Примечание                                            |
| ----------------------------- | ------------------------------------- | ----------------------------------------------------- |
| 03.07.1942 г. — 31.07.1942 г. | 4-й истребительный авиационный полк   |                                                       |
| 04.07.1942 г. — 31.07.1942 г. | 27-й истребительный авиационный полк  | Убыл во 2-й запасной истребительный авиационный полк. |
| 04.07.1942 г. — 31.07.1942 г. | 287-й истребительный авиационный полк |                                                       |
| 25.07.1942 г. — 22.08.1942 г. | 832-й истребительный авиационный полк |                                                       |
| 18.08.1942 г. — 24.12.1942 г. | 27-й истребительный авиационный полк  | Убыл в 13-й запасной истребительный авиационный полк  |
| 18.08.1942 г. — 09.09.1942 г. | 240-й истребительный авиационный полк | Убыл в 2-й запасной истребительный авиационный полк   |
| 18.08.1942 г. — 24.10.1942 г. | 437-й истребительный авиационный полк | Убыл в 1-й запасной истребительный авиационный полк   |
| 19.08.1942 г. — 10.09.1942 г. | 297-й истребительный авиационный полк | Убыл во 2-й запасной истребительный авиационный полк  |
| 04.09.1942 г. — 24.09.1942 г. | 15-й истребительный авиационный полк  |                                                       |
| 14.10.1942 г. — 09.03.1943 г. | 293-й истребительный авиационный полк | Убыл в 8-й запасной истребительный авиационный полк   |
| 11.12.1942 г. — 01.01.1943 г. | 2-й истребительный авиационный полк   | Убыл в 8-й запасной истребительный авиационный полк   |
| 11.12.1942 г. — 01.01.1943 г. | 12-й истребительный авиационный полк  |                                                       |
| 12.12.1942 г. — 24.07.1943 г. | 4-й истребительный авиационный полк   |                                                       |
| 09.03.1943 г. — 24.07.1943 г. | 148-й истребительный авиационный полк |                                                       |
| 20.04.1943 г. — 24.07.1943 г. | 293-й истребительный авиационный полк |                                                       |

## Участие в операциях и битвах
- Донбасская операция — с 7 июля 1942 года по 24 июля 1942 года.
- Сталинградская битва[4] — с 17 июля 1942 года по 2 февраля 1943 года.
- Воздушная блокада Сталинграда — Операция «Кольцо»[4] — с 23 ноября 1942 года по 2 февраля 1943 года.
- Котельниковская операция[4] — с 12 декабря 1942 года по 30 декабря 1942 года.
- Северо-Кавказская наступательная операция[4] — с 1 января 1943 года по 4 февраля 1943 года.
- Ростовская операция — с 1 января 1943 года по 18 февраля 1943 года.
- Ворошиловградская операция — с 29 января 1943 года по 18 февраля 1943 года.
- Воздушные сражения на Кубани[4] с апреля 1943 года по июль 1943 года.

## Отличившиеся воины дивизии
| Як-7УТ | Як-9УМ | Як-7 |

- Лещенко Вячеслав Сергеевич, лейтенант, заместитель командира эскадрильи 4-го истребительного авиационного полка 287-й истребительной авиационной дивизии 4-й воздушной армии Указом Президиума Верховного Совета СССР 24 августа 1943 года удостоен звания Герой Советского Союза Золотая Звезда № 1142
- Логвиненко Николай Павлович, капитан, командир эскадрильи 293-го истребительного авиационного полка 287-й истребительной авиационной дивизии 4-й воздушной армии Указом Президиума Верховного Совета СССР 24 августа 1943 года удостоен 24 августа 1943 года звания Герой Советского Союза Золотая Звезда № 1144
- Олейник Григорий Никитович, капитан, заместитель командира эскадрильи 293-го истребительного авиационного полка 287-й истребительной авиационной дивизии 4-й воздушной армии Указом Президиума Верховного Совета СССР 24 августа 1943 года удостоен звания Герой Советского Союза Золотая Звезда № 1141
- Рыбин Иван Петрович, майор, штурман 148-го истребительного авиационного полка 287-й истребительной авиационной дивизии 4-й воздушной армии Указом Президиума Верховного Совета СССР 24 августа 1943 года удостоен звания Герой Советского Союза. Посмертно
- Рязанов Алексей Константинович, майор, командир эскадрильи 4-го истребительного авиационного полка 287-й истребительной авиационной дивизии 4-й воздушной армии Указом Президиума Верховного Совета СССР 24 августа 1943 года удостоен звания Герой Советского Союза Золотая Звезда № 1143
- Сафронов Сергей Иванович, капитан, командир эскадрильи 293-го истребительного авиационного полка 287-й истребительной авиационной дивизии 4-й воздушной армии Указом Президиума Верховного Совета СССР 24 августа 1943 года удостоен звания Герой Советского Союза Золотая Звезда № 1140
- Телешевский Михаил Захарович, капитан, заместитель командира эскадрильи 148-го истребительного авиационного полка 287-й истребительной авиационной дивизии 4-й воздушной армии Указом Президиума Верховного Совета СССР 24 августа 1943 года удостоен звания Герой Советского Союза. Посмертно
- Флейшман Алексей Дементьевич, старший лейтенант, заместитель командира эскадрильи 4-го истребительного авиационного полка 287-й истребительной авиационной дивизии 4-й воздушной армии Указом Президиума Верховного Совета СССР 24 августа 1943 года удостоен звания Герой Советского Союза Золотая Звезда № 1109
- Шмелёв Илья Васильевич, майор, командир эскадрильи 4-го истребительного авиационного полка 287-й истребительной авиационной дивизии 4-й воздушной армии Указом Президиума Верховного Совета СССР 24 августа 1943 года удостоен звания Герой Советского Союза Золотая Звезда № 1145